# مقتل محمد حسين قادر

ما
كان محمد حسين قادر سجينًا عراقيًا قُتل في عام 2004. وأُدين الجندي من الدرجة الأولى إدوارد إل. ريتشموند، وهو جندي في الجيش الأمريكي، بتهمة القتل غير العمد فيما يتعلق بوفاته. وحُكم على ريتشموند بالسجن لمدة ثلاث سنوات والتسريح غير المشرف، بالإضافة إلى مصادرة راتبه وخفض رتبته.

## الحادثة
كان ريتشموند عضوًا في شركة المقر، من الكتيبة الأولى، فوج المشاة السابع والعشرين (الولايات المتحدة)، وهي وحدة من فريق اللواء القتالي الثاني للفرقة الخامسة والعشرين للمشاة (الولايات المتحدة). في 28 فبراير 2004، كانت وحدة ريتشموند تنفذ غارة تطويق وتفتيش في قرية بالقرب من تال الجاي. كانت الأوامر باحتجاز جميع أفراد القرية الذكور. كان من المقرر أن تقوم فرقة بقيادة الرقيب جيفري واروش والتي ضمت ريتشموند بتأمين محيط القرية بينما يقوم باقي أفراد وحدتهم بتفتيش المنازل. كانت أوامر واروش لفرقته هي أنه يُسمح لهم بإطلاق النار على أي رجل في سن التجنيد يرونه يفرّ من القرية، ولكن إذا كان قريبًا، فعليهم سؤاله أولاً. رأى ريتشموند راعي الأبقار المسن محمد حسين قادر خارج القرية، وسأل واروش عما إذا كان يجب عليه إطلاق النار عليه. قرر واروش اعتراض محمد وتأمينه وأمر ريتشموند بمساعدته.
وجد واروش محمد منفعلاً، وواجه صعوبة في البداية أثناء محاولته تثبيت ذراعيه بأربطة بلاستيكية. أفاد آرثر رايزر، في مقال له في مجلة ذا أتلانتيك، أن واروش طلب من ريتشموند "إطلاق النار عليه إذا تحرك". هدأ محمد، وتمكن واروش من تثبيت ذراعيه. أطلق ريتشموند النار على محمد بينما كان واروش يقوده إلى مكان تجميع الأسرى. قال ريتشموند إنه رأى محمد قادر "يندفع" نحو واروش، مع أنه يُشاع على نطاق واسع أن محمد تعثر وسقط على واروش. ادعى ريتشموند أنه لم يكن يعلم أن أطراف محمد قادر كانت مثبتة.
ثم قال واروش إنه شاهد ريتشموند يطلق النار على محمد قادر في مؤخرة رأسه.
قدّم شاهدان حكوميان مجهولان ملاحظاتٍ حول ما يُعتقد أنها دوافع ريتشموند. زعم أحدهما أنه سُمع ريتشموند وهو يتحدث عن قتل العراقيين، بينما زعم الآخر أن ريتشموند طلب قتل محمد قادر قبل صدور أوامر اعتقال القرويين. وادّعى ريتشموند أنه لم يرَ محمد مقيدًا، وأنه كان يدافع عن الرقيب واروش عندما أُطلق عليه النار، زاعمًا أن واروش أمر ريتشموند "بإطلاق النار عليه إذا تحرك".
بُرئ ريتشموند من تهمة القتل غير العمد الأكثر خطورة، لكنه أُدين بالقتل عمداً وحُكم عليه بالسجن ثلاث سنوات. كما خُفِّضت رتبته، وصدر قرار بتسريحه من الخدمة العسكرية بغير شرف، وأُمر بمصادرة جميع راتبه ومخصصاته. أُطلق سراحه من السجن بشروط بعد قضاء عامين من عقوبته، وكان الاستئناف لا يزال معلقًا حتى عام 2006.
في عام 2012، عاد آرثر رايزر، كاتبًا في مجلة ذا أتلانتيك، إلى هذه الحادثة، مستشهدًا بها كمثال على مشاكل استخدام القوات القتالية في دور الشرطة. زعم رايزر أن ريتشموند كان سيُعامل بتساهل أكبر لو كان ضابط شرطة أطلق النار على رجل بريء اعتقد حقًا أنه يُمثل تهديدًا. وكتب:
| وفقًا للمعيار الرسمي الذي يتبعه مكتب التحقيقات الفيدرالي (FBI) حاليًا، يُعتبر استخدام القوة المميتة "ضربة قاضية" عندما "يكون لدى العميل اعتقاد معقول بأن الشخص الذي استُخدمت معه هذه القوة يُشكل خطرًا وشيكًا بالموت أو إصابة بدنية خطيرة له أو لشخص آخر" - حتى لو تبيّن خطأ هذا "الاعتقاد المعقول". من غير المعقول ببساطة تحميل الجنود الذين يخدمون في منطقة حرب مسؤولية أداء شرطي أعلى من تلك التي نحملها لضباط الشرطة الذين يخدمون في المدن الأمريكية. [ |